# Universidade Nacional da Patagônia Austral
Universidade Nacional da Patagônia Austral (em espanhol: Universidad Nacional de la Patagonia Austral) é uma instituição de ensino superior pública localizada na província de Santa Cruz, Argentina. Fundada em 1995, através da lei nacional 24.446, a universidade possui quatro campi, situados nas cidades de Caleta Olivia (UACO), Río Gallegos (UARG), San Julián (UASJ) e Río Turbio (UART).
Até 2015, a universidade contava com aproximadamente 7.000 alunos, oferecendo uma variedade de cursos de graduação e pós-graduação que visam atender às necessidades educacionais e profissionais da região.